# CorpWatch
CorpWatch est un groupe de recherche basé à San Francisco, en Californie, États-Unis. Sa mission déclarée est d'exposer les malversations des entreprises (en) et de plaider en faveur de la responsabilité et de la transparence des entreprises multinationales.

## Projets récents
- Crocodyl : Pratap Chatterjee (en), auteur de Iraq Inc., directeur de programme et rédacteur en chef, a lancé un projet appelé Crocodyl, avec Phil Mattera du Corporate Research Project, Charlie Cray du Center for Corporate Policy et Tonya Hennessey de CorpWatch. Le chef de projet de Crocodyl est Ian Elwood et ses éditeurs sont Phil Mattera, Charlie Cray, Tonya Hennessey et Pratap Chatterjee.
- L'histoire derrière l'informateur ! (de l'anglais, The Story Behind the Informant!) Dans le cadre de la campagne d'action éducative continue de Participant Media autour de l'éthique d'entreprise et du film The Informant!, CorpWatch et Crocodyl.org ont lancé une étude de cas sur Archer Daniels Midland[1].